# 의빈부
의빈부(儀賓府)는 왕과 왕세자의 사위인 부마(駙馬)가 소속된 관청이다. 초기에는 왕자, 종친과 마찬가지로 제군소, 제군부에 속하였지만 이후 부마부로 분리되었다가 의빈부로 개칭되었다. 고종 31년에 의빈원으로 개칭되어 종정부(宗正府)로 병합되었다.

## 연혁
- 조선 태조(1392년~1398년), 이성 제군소(異姓 帝君所)를 개국 초에 설치함.
- 1417년(태종 17년) 2월 12일, 이성 제군소(異姓 帝君所)를 공신 제군부(功臣 帝君府)로 고침.
- 1418년(세종 즉위년) 9월 26일, 공신 제군부(功臣 帝君府)를 이성 제군부(異姓 帝君府)로 고침.
- 1444년(세종 26년) 7월 1일, 이성 제군부(異姓 帝君府)를 부마부(駙馬府)로 고침.
- 1464년(세조 10년) 1월 30일, 부마부를 혁파함.
- 1466년(세조 12년) 1월 15일, 의빈부를 설치하고 새로운 관제를 정함.
- 1894년(고종 31년) 7월 22일, 의빈부를 의빈원으로 개칭하고 종정부에 예속시킴.

## 청사
의빈부 청사는 창덕궁 서쪽의 원동(苑洞)에 있었다. 창덕궁 경추문(景秋門) 인근 지역이다.

## 의빈의 품계의 작위
1. 개국 초에는 부마를 군(君)으로 봉했다가 후(侯)로 고쳤다가 다시 군(君)으로 고침.[1][2][3]
2. 1434년(세종 16년) 4월 8일에 조회에 들어오는 대소신료들에게 공주를 왕녀로, 부마를 의빈으로 부르도록 함.
3. 1450년(문종 즉위년) 7월 19일에 부마를 군(君)으로 봉하는 것을 폐하고 위(尉)로 봉하도록 함.
4. 1466년(세조 12년) 1월 15일에 부마부를 의빈부로 개칭하고 부마를 의빈, 승빈, 부빈, 첨빈으로 분류함.[4]
  1. 의빈을 정·종 1품으로 정함. 왕의 적녀인 공주의 남편에게 내리는 작위다.
  2. 승빈을 정·종 2품으로 정함. 왕의 서녀인 옹주의 남편에게 내리는 작위다.
  3. 부빈을 정·종 3품으로 정함. 왕세자의 적녀인 군주의 남편에게 내리는 작위다.
  4. 첨빈을 정·종 4품으로 정함. 왕세자의 서녀인 현주의 남편에게 내리는 작위다.
5. 1484년(성종 15년) 의빈부 관호를 조정함. 의빈과 승빈을 위(尉), 부빈을 부위(副尉), 첨빈을 첨위(僉尉)로 바꿈.[5]
  1. 2품 이상(二品以上)은 위(尉). 왕의 적서녀인 공주와 옹주의 남편에게 내리는 작위다.
  2. 3품 당상(三品堂上)은 부위(副尉). 왕세자의 적녀인 군주에게 내리는 작위다.
  3. 당하관(堂下官) 4품까지는 첨위(僉尉). 왕세자의 서녀인 현주에게 내리는 작위다.
6. 1485년(성종 16년) 개정 반포된 경국대전에 의빈부 작위명 수정.[6]
  1. 왕의 적녀인 공주에게 장가든 자에게 처음 종1품 위(尉)를 제수한 뒤 이후에 정1품 위(尉)로 승급함.
  2. 왕의 서녀인 옹주에게 장가든 자에게 처음 종2품 위(尉)를 제수한 뒤 이후에 정2품 위(尉)로 승급함
  3. 왕세자의 적녀인 군주에게 장가든 자에게 처음 정3품 부위(副尉)를 제수함.
  4. 왕세자의 서녀인 현주에게 장가든 자에게 처음 종3품 첨위(僉尉)를 제수함.
7. 1865년(고종 2년) 10월 5일에 종친과 의빈의 조회 반열을 동반임을 정함.
8. 1869년(고종 6년) 1월 24일에 의빈의 작위와 품계를 수정함.[7]
  1. 위는 정1품으로 공주나 옹주에게 장가를 든 자에게 내린다.
  2. 부위는 종1품으로 군주에게 장가를 든 자에게 내린다.
  3. 첨위는 종1품으로 현주에게 장가를 든 자에게 내린다.

## 의빈부의 관원표
| 품계  | 관직명 | 인원 |
| ----- | ------ | ---- |
| 종4품 | 경력   | 1명  |
| 종5품 | 도사   | 1명  |

- 이후 경력은 없애고 도사만 두었다. 이외 녹사(錄事) 1원, 이속으로 서리(書吏) 4인, 사령(使令) 6명, 군사(軍士) 2명을 배치하였다. 서리는 대전회통에서 8인으로 증원하였다. 갑오개혁 이후의 관직은 종정부를 통해 알 수 있다.

## 참고 문헌
《조선왕조실록》
《경국대전》
《대전회통》
《관직명 사전》